# Uken
Uken (宇検村, Uken-son) est un village du district d'Ōshima, dans la préfecture de Kagoshima, au Japon.

## Géographie

### Situation
Uken est situé à l'ouest d'Amami ō-shima, au bord de la mer de Chine orientale.

### Démographie
Au 1er février 2016, la population d'Uken s'élevait à 1 720 habitants répartis sur une superficie de 103,07 km2.

### Climat
Le climat d'Uken est de type subtropical humide, avec des étés chauds et humides et des hivers doux. Les précipitations sont importantes toute l'année, avec un pic de mai à septembre. Les typhons sont nombreux dans la région.